# Millicent Tanner
Millicent « Milly » Tanner est une coureuse cycliste britannique née le 10 janvier 1999 à Exeter. Spécialiste des épreuves de vitesse sur piste, elle a remporté la médaille d'argent de la vitesse par équipes aux championnats d'Europe 2020.

## Biographie
Millicent Tanner pratique la natation dans sa jeunesse avant de passer au cyclisme sur piste en 2017. Aux championnats d'Europe sur piste en 2020, elle prend la deuxième place de la vitesse par équipes avec Blaine Ridge-Davis, Lusia Steele et Lauren Bate.

## Palmarès

### Championnats du monde
| Édition / Épreuve | Vitesse par équipes |
| Roubaix 2021      | Bronze              |

### Championnats d'Europe
| Édition / Épreuve    | 500 mètres | Vitesse par équipes |
| Aigle 2018 (juniors) |            | Bronze              |
| Gand 2019 (juniors)  | Bronze     | Bronze              |
| Plovdiv 2020         |            | Argent              |

### Championnats de Grande-Bretagne
- 2019
  - 2e de la vitesse par équipes
- 2020
  -  Championne de Grande-Bretagne de vitesse par équipes (avec Blaine Ridge-Davis)
  - 2e de la vitesse individuelle
- 2023
  -  Championne de Grande-Bretagne de vitesse par équipes
- 2024
  -  Championne de Grande-Bretagne de vitesse par équipes